# Ramghat
Ramghat (en népalais : रामघाट) est un comité de développement villageois du Népal situé dans le district de Surkhet. Au recensement de 2011, il comptait 7 288 habitants.